# Веринско
Веринско е село в Западна България. То се намира в община Ихтиман, Софийска област.

## География
Село Веринско се намира в планински район. Почвата е изключително плодородна, като има достатъчно подпочвени води, което спомага за достатъчното напояване. В непосредствена близост е до ЖП гара Веринско – 2,7 км. Намира се на около 49 км от София.

## История
Старото, турско наименование на Веринско е Къранлар. След това се е казвало Чамшадиново.

## Религии
Религията на населението е източноправославна. Храмовият празник на Св. св. Кирил и Методий (24 май) е и празник на селото.

## Културни и природни забележителности
Близо е до язовир Бозалан (Бакърдере), където може да се лови риба. Районът е известен на гъбарите любители с богатия урожай на диворастящи гъби - манатарка, пачи крак, рижика, булка, сърнела, горска и полска печурка, които се берат при подходящи климатични условия от април до октомври.

## Редовни събития
Празникът на селото е 24 май и в този ден се провеждат ежегодни родови срещи. В околностите се организират състезания по ориентиране, спортен риболов и спортна стрелба.

## Личности
- Спас Дупаринов (1892-1923), политик

## Други
Напоследък се наблюдава бум на продажбите на имоти. Пандемичната обстановка ускори допълнително търсенето на места извън София с благоприятен микроклимат, добра инфраструктура (асфалтирани улици, работещо улично осветление) и близост до София, добро административно и ефективно ръководство от страна на кмета, близост на язовирите около селото. Важна предпоставка е и ниската престъпност в селото. В селото обаче няма изградена канализация и системи за пречистване на отпадните води.